# 東京ディズニーシーのショップの一覧
東京ディズニーシーのショップ（とうきょうディズニーシーのショップ）は東京ディズニーシー (TDS) 内に設置されたショップの一覧である。
パークで購入したグッズを商品店舗から有料で配送するサービスを行っていたが、2019年9月30日をもって終了した。これ以降は商品を購入後、宅配センターまたはボン・ヴォヤージュまで行く必要がある。

## メディテレーニアンハーバー (Mediterranean Harbor)
イル・ポスティーノ・ステーショナリー (Il Postino Stationary)
メディテレーニアンハーバーにあるショップで、ボールペンやシャープペン、メモ帳、ノートなどの文房具用品やCD、DVDを取り扱っているショップ。店名の「イル・ポスティーノ（Il Postino）」とはイタリア語で「郵便」の意味。そのため、郵便配達の格好をしたミッキーやミニーのぬいぐるみも売られていた(現在は販売を終了している)。
2009年2月より、店内の一角で切り絵の実演，販売を開始。内容はTDLのシルエットスタジオとほぼ同じ。ミッキー，ミニー，ジーニー，アリエル，マリーと自分のシルエットを向かい合わせにすることが可能。現在は、切り絵の実演はマーメイドラグーン内に移転し、行っている。
バースデーパスポートに付属するオリジナルグッズは、ここで受け取る事ができる。
ヴァレンティーナズ・スウィート (Valentina's Sweets)
メディテレーニアンハーバーにある、パーク内最大のお菓子類を扱うショップ。最もゲートに近い位置にあり、閉園間際はとても混雑する。店内には著名な絵画をモチーフにしたディズニーキャラクターのカップルの絵画や銅像がいたるところに飾られている。
ヴィラ・ドナルド・ホームショップ (Villa Donaldo Home Shop)
メディテレーニアンハーバーにあるショップである。「ロミオ・ウォッチ＆ジュエリー」と「ジュリエット・コレクション&トレジャー」の跡地に2013年2月21日オープン。
ポルト・パラディーゾのとなり合わせに住んでいたドナルド（ドナルドダック）とデイジエット（デイジーダック）が結婚したことを機に、両家の家を1つの家として改装した。
店内にはドナルドの像や、バルコニーのデイジエットを描いた天井画、2人の結婚式にスクルージ・マクダック、ヒューイ・デューイ・ルーイ、ルードヴィヒ・フォン・ドレイクなど親類一同が集まった絵画などがある。
ヴェネツィアン・カーニバル・マーケット (Venetian Carnival Market)
メディテレーニアンハーバーにあるショップで、オリーブオイルやパスタ、スパイスなど、イタリアン料理には欠かせない調味料や、ディズニーキャラクターがデザインされたイタリア風の食器類、キッチン雑貨などを販売していた。
2007年3月までの期間限定で、BEAMSとTDSとのコラボレーションアイテム（Tシャツやアクセサリー、文房具など）を販売していた。
2007年3月21日より、TDSオリジナルファッションブランド「D'24」を販売していたが、2012年9月30日をもって取り扱いを終了。
それに伴い、ヴェネツィアン・カーニバル・マーケットは2012年10月3日にリニューアルする。
エンポーリオ (Emporio)
メディテレーニアンハーバーにあるショップで、スペシャルイベント関連グッズや、ディズニーキャラクターグッズなどの雑貨やステーショナリー、衣料品などを販売している。パークで販売している雑貨はほとんどがここで手に入る。また、この店もゲートに近いということもあり、閉園間際は混雑する。「エンポーリオ（Emporio）」とはイタリア語で「百貨店」のこと。
ガッレリーア・ディズニー (Galleria Disney)
メディテレーニアンハーバーにあるショップで、メディテレーニアンハーバーのオリジナルグッズを販売しているショップ。内装はイタリアンカラーのデザインで、ミッキーの像や有名な絵画を模したディズニーキャラクターの絵画など、派手に彩られている。店舗名の「ガッレリーア（Galleria）」とはイタリア語で「ギャラリー」のこと。
スプレンティード (Splendido)
メディテレーニアンハーバーにあるワゴンタイプのショップで、帽子やカチューシャなどの被り物を専門に扱っている。「スプレンティード（Splendido）」とはイタリア語で「素晴らしい」という意味。
ピッコロメルカート (Piccolo Mercato)
メディテレーニアンハーバーにあり、主に光り物や音が鳴るおもちゃを中心に販売しているワゴンタイプのショップ。「ピッコロ（Piccolo）」はイタリア語で「小さい」、「メルカート（Mercato）」は「市場」を意味し、「ピッコロメルカート（Piccolo Mercato）」で「小さな市場」という意味。
フィガロズ・クロージアー (Figaro's Clothiers)
メディテレーニアンハーバーにあるショップで、ディズニーキャラクターや東京ディズニーシーをモチーフにした衣類やバッグ、帽子、ベビー用品などを取り扱っている。ちなみに店名はロッシーニが作曲したオペラ『セビリアの理髪師』の主人公「フィガロ」に由来。そのため店内にはフィガロに扮したミッキーが飾られている。
フォトグラフィカ (Fotografica)
| フォトグラフィカ             | フォトグラフィカ                                  |
| ---------------------------- | ------------------------------------------------- |
| オープン日                   | 2001年9月4日 (東京ディズニーシーと同時にオープン) |
| スポンサー                   | 富士フイルム株式会社                              |
| 商品ジャンル                 | 写真関連グッズ                                    |
| デジタル・フォトエキスプレス | ○                                                 |
メディテレーニアンハーバーにある写真の現像、使い捨てカメラの販売などを行っているショップ。フィルム現像、同時プリントサービスを2012年9月30日まで行っていた。
ベッラ・ミンニ・コレクション (Bella Minni Collections)
メディテレーニアンハーバーに2012年9月6日オープンしたショップで、ミニーマウスをイメージして作られたショップ。店名の「ベッラ・ミンニ」とは、イタリア語で“かわいいミニー”という意味である。
マーチャント・オブ・ヴェニス・コンフェクション (Merchant of Venice Confections)
メディテレーニアンハーバーにあるショップで、店内はヴェネツィアの市場をモチーフにした内装となっており、せんべいやチョコレート、クッキーなどのお菓子類が中心。店内にはゴンドリエに扮したグーフィーと乗客のミッキーとミニーのプロップスやトロンプ・ルイユ（だまし絵）などがある。店名はウィリアム・シェイクスピアの「ヴェニスの商人（The Merchant of Venice）」から。
ミラマーレ (Miramare)
メディテレーニアンハーバーにあるワゴンタイプのショップで、ディズニーキャラクターのグッズを売っている。ただし、ワゴンなので品揃えは少ない。店名で「ミラ（Mira）」はイタリア語で「眺め」、「マーレ（Mare）」は「海」を意味し、「ミラマーレ（Miramare）」で「海の眺め」という意味になる。
リメンブランツェ (Rimembranze)
メディテレーニアンハーバーにあるワゴンタイプのショップで、小物雑貨やパスポートホルダーなどを販売している。メディテレーニアンハーバーからポートディスカバリーへいく道にあるポンテベッキオ橋に位置する。2002年8月8日オープン。「リメンブランツェ（Rimembranze）」はイタリア語で「思い出」という意味。

## アメリカンウォーターフロント (American Waterfront)
アーント・ペグズ・ヴィレッジストア (Aunt Peg's Village Store)
アメリカンウォーターフロントのケープコッドエリアにあるショップで、ケープコッドエリアがダッフィーのホームタウンであるため、ダッフィー商品が充実している。オープン当初は、お菓子やキッチン用品、パスタを販売し、TDS内ではめずらしく、プーさん関連のグッズも販売していた。またマルガレーテ・シュタイフ・ダッフィーも取り扱っている。このショップは暖かく、家庭的なペグおばさんが経営するお店という設定。
アメリカンウォーターフロントにはたくさんのショップがあるが、そのほとんどはニューヨークエリアで、ケープコッドエリアに限ると唯一のショップである。
 スチームボート・ミッキーズ
デジタル・フォトエキスプレス取り扱いショップ。

スリンキー・ドッグのギフトトロリー (Slinky Dog's Gift Trolley)
アメリカンウォーターフロントのトイビル・トロリーパークエリアにあるショップ。新アトラクション「トイ・ストーリー・マニア!」と共に2012年7月9日にオープンした。トイ・ストーリーの登場キャラクターのグッズを取り扱う。
タワー・オブ・テラー・メモラビリア

ニュージーズ・ノヴェルティ (Newsie's Novelties)
アメリカンウォーターフロントにあるワゴンタイプのショップで、ディズニーキャラクターグッズなどを中心に販売している。2003年11月4日にオープンした。ウォーターフロントパークの隣に位置する。「ニュージー（Newsie）」とは昔、ニューヨークで新聞を売っていた少年達のニックネーム。
マクダックス・デパートメントストア

## ポートディスカバリー(Port Discovery)
スカイウォッチャー・スーヴェニア (Skywatcher Souvenir)
ポート・ディスカバリーにあるワゴンタイプのショップ。2007年7月20日オープン。かつて気象観測に使われていた基地という設定があり、ストームにワゴンの半分を飲まれかけたところでストームライダーに救われたという設定のため、外装がちょうど半分傷んでいる様子が表現されている。
ディスカバリーギフト (Discovery Gifts)
ポートディスカバリーにあるショップで、「ニモ&フレンズ・シーライダー」関連のグッズを多く取り扱っている。また内装もアトラクションをイメージし、海の中の世界が表現されている。

## ロストリバーデルタ(Lost River Delta)
エクスペディション・フォトアーカイヴ (Expedition Photo Archives)
| エクスペディション・フォトアーカイヴ | エクスペディション・フォトアーカイヴ              |
| ------------------------------------ | ------------------------------------------------- |
| オープン日                           | 2001年9月4日 (東京ディズニーシーと同時にオープン) |
| 商品ジャンル                         | 記念写真                                          |
| デジタル・フォトエキスプレス         | ○                                                 |
ロストリバーデルタにあるショップで、「スプラッシュマウンテン」や、「タワー・オブ・テラー」と、同様にアトラクション「インディ・ジョーンズ・アドベンチャー：クリスタルスカルの魔宮」を体験中に撮られた写真の販売を行っている。「インディ・ジョーンズ・アドベンチャー：クリスタルスカルの魔宮」の出口で自分が欲しい写真を注文し、お金を払い、レシートを貰い、そのレシートをアトラクションの出口付近にあるこのショップに渡せば写真がもらえる。1枚1,300円。
ペドラーズ・アウトポスト (Peddlers' Outpost)
ロストリバーデルタにあるショップで、「インディ・ジョーンズ・アドベンチャー：クリスタルスカルの魔宮」関連グッズや小物を販売する。2007年4月21日オープン。
ルックアウト・トレーダー (Lookout Traders)
ロストリバーデルタにあるワゴンタイプのショップで、防寒具やポータブルファンなどの季節限定商品やパスポートホルダーなどの小物を売っている。2004年11月3日にオープン。
ロストリバーアウトフィッター (Lost River Outfitters)
ロストリバーデルタにあるショップで、ロストリバーデルタ関連グッズのほかに「インディ・ジョーンズ・アドベンチャー：クリスタルスカルの魔宮」のグッズや2005年7月21日にオープンした「レイジングスピリッツ」のグッズなどを販売している。また、レザーストラップにネームを入れることができるレザーカービングのサービスを行っている。店名の「アウトフィッター（Outfitter）」とは「洋品店」という意味。エリア内アトラクションにちなみ、映画インディー・ジョーンズのレプリカコスチュームや、中央レジの間にあるショーケースには50万円の天然水晶髑髏等の高額商品も販売している。

## アラビアンコースト (Arabian Coast)
アグラバーマーケットプレイス(Agrabah Marketplace)
アラビアンコーストにあるショップで、ディズニー映画『アラジン』に登場するアラジンやジャファー、ジーニーのグッズなどを取り扱っている。内装は映画内に出てくるアラジンの家をモチーフにしており、壁には映画内と同じ、宮殿の風景が描かれている。
アブーズ・バザール(Abu's Bazaar)
| アブーズ・バザール | アブーズ・バザール |
| ------------------ | ------------------ |
| オープン日         | 2008年4月28日      |
| スポンサー         | J:COM              |
| 商品ジャンル       | ゲーム             |
アラビアンコーストにあるショップで、キャンディーやクッキーなどのお菓子類や光り物、手品用品などを取り扱っている。店名はディズニー映画『アラジン』に登場するアラジンの相棒、アブーから。
2007年3月31日以前は、アブーズ・スウィート（Abu's Sweets）という店名で、お菓子類のみの販売だった。
2008年4月28日にゲームワゴンのお店としてリニューアルオープンした。ゲームワゴンは『コブラの罠』と『宮殿への道』というゲームの2つがありクリアすると景品（キャラクターの人形）がもらえる。クリアできなくてもピンバッジがもらえる。1ゲーム各500円。
2021年3月30日にゲーム内容がリニューアルした。

## マーメイドラグーン (Mermaid Lagoon)
キス・デ・ガール・ファッション (Kiss de Girl Fashions)
デジタル・フォトエキスプレス。
マーメイドラグーンにあるショップで、ベビー用品や子ども向け衣服などを販売している。ベビーミッキーやベビーアリエルをあしらった商品もある。このショップの内装はディズニー映画『リトル・マーメイド』で、アリエルとエリック王子がキスをしようとした入り江がモチーフ。また、店名は同劇中の挿入歌『キス・ザ・ガール』に由来。
店名が『キス・ザ・ガール』ではなく、『キス・デ・ガール』なのは、セバスチャンのカリビアン訛りがそのまま店名になったからである。屋内施設トリトンズ・キングダム内にある。
グロットフォト&ギフト (Grotto Photos & Gifts)
2005年4月17日 にオープンした、マーメイドラグーンにあるショップで、隣接するグリーティング施設「アリエルのグリーティンググロット」で撮影した写真を購入できる。また、そのほかにディズニー映画『リトル・マーメイド』に登場するアリエルの商品なども販売している。
シータートル・スーヴェニア (Seaturtle Souvenir)
マーメイドラグーンにあるワゴンタイプのショップ。ワゴンの屋根が店名通りに海亀を模したデザインになっている。ファンキャップやカチューシャなどアクセサリー系の小物を取り扱う。
2006年3月にオープンしているが、正式に店名がパーク内で配布している東京ディズニーシー・ガイドマップに掲載されたのは、2006年11月になってからである。
スリーピーホエール・ショップ (The Sleepy Whale Shop)
マーメイドラグーンにあるショップで、ディズニー映画『リトル・マーメイド』やディズニー/ピクサー映画『ファインディング・ニモ』関連のお菓子やぬいぐるみ、雑貨などを取り扱っている。「クジラの体内にお店を開いた」というのがこの店の設定で、このショップが巨大なクジラの形になっていたり、店内の天井には巨大な背骨があったり、飲み込まれたと思われる木箱があったりする。屋内施設トリトンズ・キングダム内にある。
マーメイドトレジャー (Mermaid Treasures)
マーメイドラグーンにあるショップで、バスグッズや、アクセサリーなどのものからTDS全般のCDやDVD、本なども販売している。このショップの内装はディズニー映画『リトル・マーメイド』に登場するアリエルやその姉たちのドレッシングルームがモチーフ。また、TDS内では「フォトグラフィカ」以外では最初に、デジタルカメラ現像の機械が設置された。屋内施設トリトンズ・キングダム内にある。
マーメイドメモリー (Mermaid Memories)
マーメイドラグーンにあるワゴンタイプのショップで、ディズニー映画『リトル・マーメイド』関連のグッズや光り物などを販売している。2002年8月8日にオープン。

## ミステリアスアイランド (Mysterious Island)
ノーチラスギフト (Nautilus Gifts)
ミステリアスアイランドにある唯一のショップで、ショップ全体がガラスで覆われている。「海底2万マイル」や「センター・オブ・ジ・アース」などのグッズを中心に販売している。店名にある「ノーチラス」とはジュール・ベルヌの代表作であり、アトラクション名にもなっている『海底二万里』（海底2万マイル）に登場するネモ船長の潜水艦「ノーチラス号」から（ノーチラス号はミステリアスアイランド内に留置されている）。このショップのバックグラウンドストーリーも「かつてノーチラス号の修理工場だった施設を改造してショップにした」というものがある。
Trivia
最上部は電池探知機になっており、飛行機の離着陸の安全を確認している。

## ファンタジースプリングス (Fantasy Springs)
スプリングス・トレジャー
ファンタジースプリングス・ギフト
2024年6月6日に開業のテーマポート「ファンタジースプリングス」内のホテル「東京ディズニーシー・ファンタジースプリングスホテル」の1階に位置するショップ。利用はパーク内からのみ可能。

## パーク外
パークウェイギフト・サウス/パークウェイギフト・ノース(Parkway Gifts South / Parkway Gifts North)
TDSのエントランス外にある、TDSのグッズ全般を扱っているショップである。開園30分前から営業している。東京ディズニーシー・パーキング側が「パークウェイギフト・サウス」、バス・タクシーターミナル側が「パークウェイギフト・ノース」である。

## クローズしたショップ

### メディテレーニアンハーバー
ダ・ヴィンチズ・トラベルフォト
東京ディズニーランドのイメージワークスと同様に、ディズニーキャラクターとの合成写真が撮れたショップ。背景には「アクアスフィア前」「ルネッサンス号」「S.S.コロンビア号」「ヴェネツィアン・ゴンドラ」 の4種類のほかに、スペシャルイベントに関連したものがあった。また、写真は通常のカラーの他にセピア調にプリントしたものを選択することもできた。
2006年2月28日に営業を終了した。
現在は、ビリエッテリーアとして、ディズニーシー内で行われる各種イベントの抽選会場になっている。
レガリーニ (Regalini)
メディテレーニアンハーバーにあるワゴンタイプのショップで、クッキーやキャンディーなどのお菓子類を販売していた。regaliniとはイタリア語で「小さな贈り物」の意味。
2009年2月26日に営業を終了した。
ニコロズ・ワークショップ (Nicolo's Workshop)
メディテレーニアンハーバーにあるショップで、ガラス工芸品や陶器などを販売しているショップ。実際にガラス工芸を作っている様子を見ることができる。店名は「メディテレーニアンハーバーに住んでいるニコロという著名な工芸家の作業所」というこの店のバックグラウンドストーリーに由来。
2012年6月3日に営業を終了し、同年9月6日に「ベッラ・ミンニ・コレクション」がオープンした。
ロミオ・ウォッチ&ジュエリー (Romeo's Watches & Jewelry)
メディテレーニアンハーバーにあるショップで、腕時計や掛け時計などを販売している時計専門店。以前は文字盤とベルトを組み合わせて文字を入れられたセミカスタムオーダーの腕時計サービスをしていたが、2004年3月31日をもって終了した。店名はシェイクスピアの代表作『ロミオとジュリエット』に由来。店内も作品内に登場したモンタギュー家の邸宅をモチーフにしている。また、このショップの隣には『ロミオとジュリエット』のヒロイン、ジュリエットの名前が店名になった「ジュリエット・コレクション&トレジャー」がある。
2012年11月18日に営業を終了し、跡地はヴィラ・ドナルド・ホームショップになった。
ジュリエット・コレクション&トレジャー (Juliet's Collection & Treasures)
メディテレーニアンハーバーにあるショップで、TDSオリジナルコスメや、バスグッズ、タオル、化粧小物など女性向けのアイテムを販売している。店名はシェイクスピアの代表作『ロミオとジュリエット』に登場するヒロイン、ジュリエットに由来。店内もジュリエットの家であるキャピュレット家の庭園をモチーフにしている。天井画に花を投げるジュリエットが描かれている。またこのショップの隣には同じく『ロミオとジュリエット』に登場するロミオの名前を取った「ロミオ・ウォッチ&ジュエリー」がある。
2012年11月18日に営業を終了し、跡地はヴィラ・ドナルド・ホームショップになった。

### アメリカンウォーターフロント
ハーバーサイド・スーヴェニア (Harborside Souvenirs)
アメリカンウォーターフロントにあるワゴンタイプのショップ。アメリカンウォーターフロントの関連グッズなどを販売している。「ニュージーズ・ノヴェルティ」と同じく、ディズニーシー開園から約2年後の2003年11月4日 にオープンした。
しかし、イベントなどで行われるショーがアメリカンウォーターフロントで行われる時期は閉店していることが多く、2008年8月31日 をもってクローズされている。

### アラビアンコースト
アブーズ・スウィート (Abu's Sweets)
お菓子類を販売するショップ。店名はディズニー映画『アラジン』に登場するアラジンの相棒、アブーから採られており、店内（天井）からぶら下がっている。
2007年4月1日に、アブーズ・バザールにリニューアルした。